# Andrea Doria (couraçado)
O Andrea Doria foi um couraçado operado pela Marinha Real Italiana e a primeira embarcação da Classe Andrea Doria, seguido pelo Duilio. Sua construção começou em março de 1912 nos estaleiros do Arsenal de La Spezia e foi lançado ao mar um ano depois em março de 1913, sendo comissionado na frota italiana no início de março de 1916. A embarcação entrou em serviço quase um ano após a Itália entrar na Primeira Guerra Mundial, porém ele e seu irmão nunca foram utilizados em operações ofensivas devido à adoção de estratégias navais extremamente cautelosas.
Depois da guerra, o Andrea Doria se envolveu na supressão de rebeldes em Fiume em 1920 e no Incidente de Corfu em 1923, também realizando viagens pelo Mar Mediterrâneo. O navio em seguida passou por um enorme processo de modernização e reconstrução no Cantieri Riuniti dell'Adriatico que durou três anos, entre 1937 e 1940. Dentre as diversas modificações realizadas, uma de suas torres de artilharia foi removida, seus canhões principais foram alargados de 305 para 320 milímetros, seu maquinário interno foi substituído e sua superestrutura reconstruída.
O couraçado teve um serviço limitado na Segunda Guerra Mundial, participando da escolta de comboios para o Norte da África e em operações à procura de forças britânicas entre 1941 e 1942. Entretanto, escassez de combustível fez a embarcação permanecer inativa até a rendição italiana em setembro de 1943. Depois disso permaneceu internado sob supervisão Aliada até após o fim da guerra. O Andrea Doria continuou servindo com a Marinha Militar, atuando como capitânia da frota e depois navio de treinamento até ser tirado do serviço em 1956 e desmontado.

## Características

### Originais

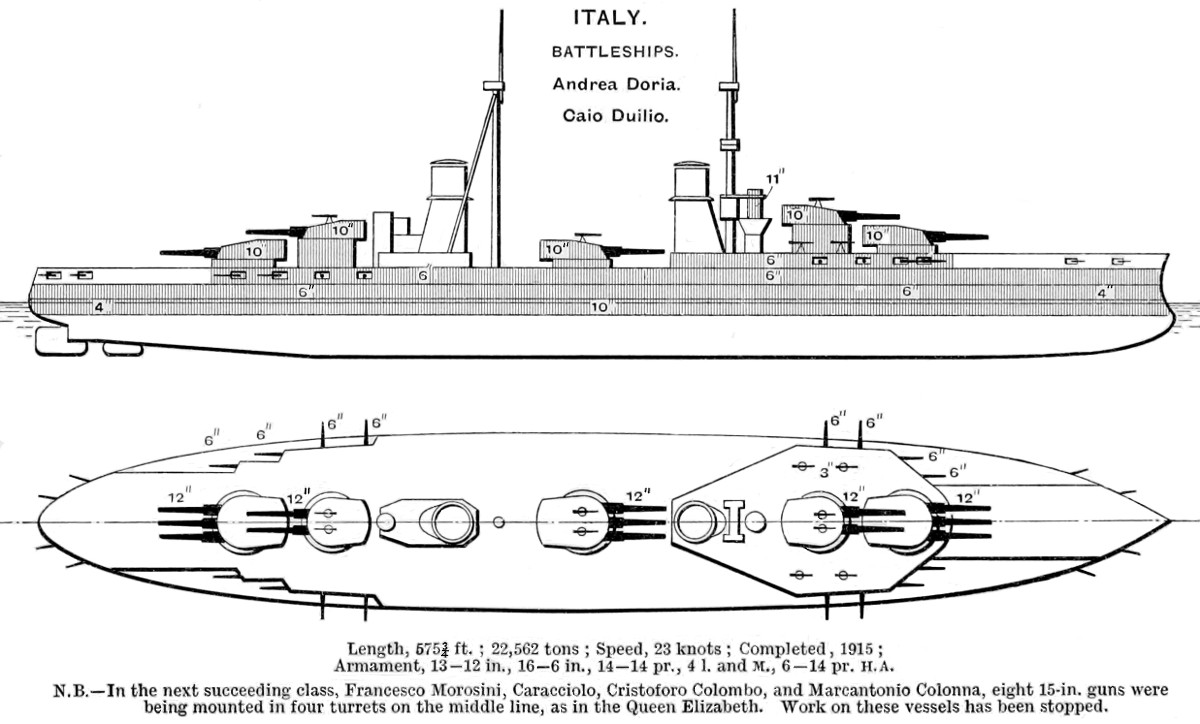
Desenho da Classe Andrea Doria como construída, antes das modernizações

O Andrea Doria tinha originalmente 176 metros de comprimento de fora a fora boca de 28 metros e calado de 9,4 metros. O navio possuía um deslocamento 24 729 toneladas quando totalmente carregado com suprimentos de combate. Seu sistema de propulsão era composto por vinte caldeiras Yarrow, oito das quais queimavam óleo combustível e as restantes uma mistura de óleo e carvão, que impulsionavam três conjuntos de turbinas a vapor Parsons, que por sua vez giravam quatro hélices; duas turbinas giravam as hélices externas e uma girava as duas hélices internas. Esse maquinário era capaz de produzir por volta de trinta mil cavalos-vapor (22,1 mil quilowatts) de potência, o que era capaz de fazer o couraçado alcançar uma velocidade máxima de 21 nós (39 quilômetros por hora). Sua autonomia era de 4,8 mil milhas náuticas (8,9 mil quilômetros) a uma velocidade de dez nós (dezenove quilômetros por hora). A tripulação era composta por 35 oficiais e 1 998 marinheiros.
A bateria principal do Andrea Doria consistia em treze canhões M1909 de 305 milímetros montados em cinco torres de artilharia: uma dupla sobreposta a uma tripla na proa, a mesma configuração na popa e uma tripla à meia-nau. Seus armamentos secundários tinham dezesseis canhões M1911 de 152 milímetros montados em casamatas nas laterais das torres de artilharia dianteira e traseira, dezenove canhões de 76 milímetros e três tubos de torpedo submersos de 450 milímetros. O cinturão de blindagem era feito de aço cimentado e tinha 254 milímetros de espessura, complementado por uma proteção horizontal na forma de um convés principal blindado com 98 milímetros de espessura. Tanto as torres de artilharia principais quanto a torre de comando possuíam uma proteção com 280 milímetros de espessura.

### Modificações
O Andrea Doria foi reconstruído entre 1937 e 1940. Seu castelo de proa foi expandido até o mastro principal. A proa e a popa foram reconstruídas, o que aumentou o comprimento de fora a fora para 186,9 metros e o deslocamento para 29 345 toneladas. Seus maquinários foram substituídos por equipamentos mais eficientes, enquanto suas caldeiras foram trocadas por oito modelos a óleo combustível. Essas novas máquinas produziam 75 mil cavalos-vapor (55,2 mil quilowatts), o que aumentou a velocidade máxima para 26 nós (48 quilômetros por hora). A torre de artilharia de meia-nau foi removida e os canhões restantes foram alargados para 320 milímetros. A bateria secundária foi alterada; os canhões de 152 milímetros foram substituídos por doze de 135 milímetros em quatro torres triplas. A bateria antiaérea passou a ter dez canhões de 90 milímetros, quinze de 37 milímetros e dezesseis de 20 milímetros. Na Segunda Guerra Mundial, outras quatro armas de 37 milímetros foram instaladas, enquanto dois dos canhões de 20 milímetros foram removidos. A tripulação aumentou para 35 oficiais e 1 450 marinheiros.

## História

### Primeira Guerra

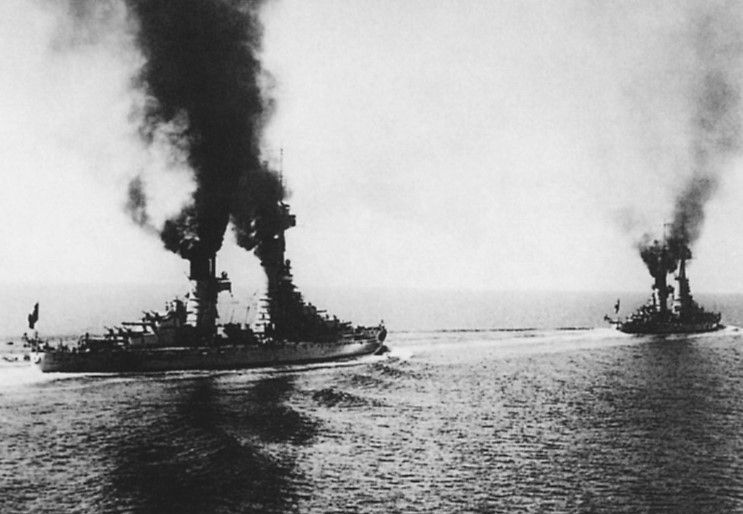
O Andrea Doria e o Duilio

O Andrea Doria foi construído pelo Arsenal de La Spezia. Seu batimento de quilha aconteceu em 24 de março de 1912 e ele foi lançado ao mar em 30 de março de 1913, sendo finalizado em 13 de março de 1916. Foi nomeado em homenagem ao almirante genovês Andrea Doria, do século XVI. O navio entrou em serviço quase um ano depois da entrada da Itália na Primeira Guerra Mundial. O principal oponente do país era a Áustria-Hungria, cuja frota de batalha permaneceu em seus portos do outro lado do Mar Adriático durante toda a duração do conflito. O almirante Paolo Thaon di Revel, o Chefe do Estado-Maior Naval, acreditava que submarinos e lança-minas da Marinha Austro-Húngara conseguiam operar eficientemente no Adriático, com ele considerando essas ameaças aos seus grandes navios algo muito sério para utilizar sua frota principal. Em vez disso, Revel preferiu usar sua força de batalha para implementar um bloqueio na extremidade sul do Adriático, local considerado mais seguro, colocando embarcações menores, como barcos torpedeiros MAS, em ataques contra navios e instalações austro-húngaras. Os couraçados italianos, enquanto isso, foram preservados para confrontar a frota austro-húngara caso esta procurasse uma batalha decisiva.

### Entreguerras
O navio foi enviado para Corfu, na Grécia, em 10 de novembro de 1918, permanecendo no local até 19 de fevereiro do ano seguinte. Ele então retornou para sua base em Tarento antes de seguir em 4 de julho para Constantinopla, no Império Otomano. O couraçado se juntou a uma força Aliada e permaneceu na cidade até 9 de novembro, quando retornou para Tarento. A maior parte da frota italiana foi temporariamente desmobilizada em 1920 com o objetivo de trazerem para casa antigos navios de guerra alemães entregues a Itália sob os termos do Tratado de Versalhes. O Andrea Doria foi o único couraçado que permaneceu operacional durante esse período. O Tratado de Rapallo foi assinado com o Reino dos Sérvios, Croatas e Eslovenos em novembro e o navio foi enviado no mesmo mês para suprimir forças revoltosas em Fiume, lideradas por Gabriele D'Annunzio. Ele juntou-se ao ataque contra a cidade em 24 de dezembro e dois dias depois disparou três salvos de seus canhões de 76 milímetros contra o contratorpedeiro Espero, que tinha se juntado aos rebeldes. Os tiros do Andrea Doria danificaram o contratorpedeiro seriamente. O couraçado também disparou contra o quartel-general de D'Annunzio, ferindo-o.
O Incidente de Corfu com a Grécia estourou em agosto de 1923 e a frota da Marinha Real, incluindo o Andrea Doria, foi empregada para ocupar a ilha de Corfu em resposta ao assassinato de cinco italianos. A embarcação em seguida visitou a Espanha depois da resolução pacífica do conflito. O couraçado foi para Lisboa, em Portugal, em 16 de janeiro de 1925 a fim de participar do aniversário de quatrocentos anos da morte do explorador Vasco da Gama. Depois disso o navio seguiu para La Spezia, onde passou por reformas entre fevereiro e junho. O Andrea Doria foi para o Mediterrâneo Oriental com uma esquadra de contratorpedeiros depois de revoltas na Síria, para o caso de italianos precisarem ser evacuados. As embarcações permaneceram atracadas em Leros até 12 de dezembro, quando as revoltas se acalmaram. Os seis anos seguintes transcorreram tranquilamente, com o couraçado sendo então retirado do serviço em agosto de 1932. Ele foi colocado na reserva em Tarento com uma tripulação mínima para manutenção. O Andrea Doria chegou em Trieste em 30 de março de 1937, com um grande processo de modernização e reconstrução começando em 8 de abril no Cantieri Riuniti dell'Adriatico.

### Segunda Guerra

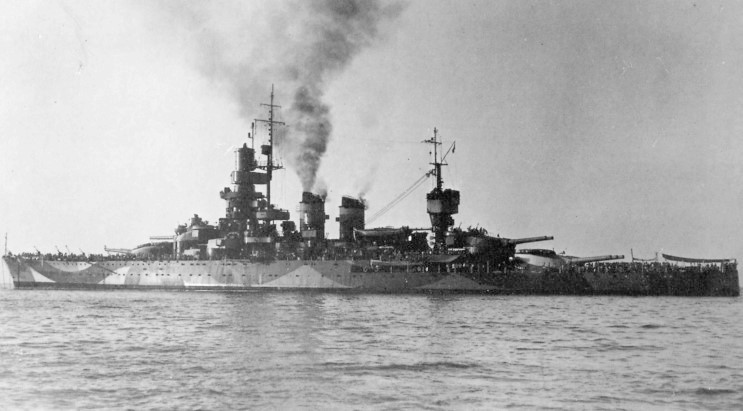
O Andrea Doria em 1943

A modernização do Andrea Doria terminou em outubro de 1940, depois do início da Segunda Guerra Mundial, com ele retornando para a 5ª Divisão da frota no dia 26. Ele foi não foi danificado na Batalha de Tarento na noite de 11 para 12 de novembro de 1940 e foi despachado para Nápoles logo em seguida. A Marinha Real foi reorganizada no início de dezembro, com o Andrea Doria permanecendo na 5ª Divisão junto com o couraçado Giulio Cesare. O navio realizou sua primeira operação no início de janeiro de 1941 junto com o couraçado Vittorio Veneto em resposta a uma série de comboios britânicos para Malta. Os couraçados italianos não conseguiram localizar as forças inimigas e retornaram para o porto no dia 11 de janeiro. O Andrea Doria partiu em outra surtida em 8 de fevereiro, desta vez na companhia do Giulio Cesare e do Vittorio Veneto, em resposta a relatos sobre forças britânicas na área. Eles estavam perto da Sardenha quando receberam informações que os britânicos estavam bombardeando Gênova, virando para o norte a fim de interceptar a força inimiga, porém não conseguiram localizá-la em meio a uma espessa neblina.
A embarcação formou, em 13 de dezembro de 1941, parte da escolta de um grande comboio de suprimentos da Itália para Bengasi, na Líbia. Um novo comboio foi realizado entre os dias 17 e 19 de dezembro, em que o Andrea Doria enfrentou cruzadores e contratorpedeiros britânicos na Primeira Batalha de Sirte. A frota italiana era comandada pelo almirante Angelo Iachino, porém ambos os lados agiram de forma hesitante e assim o conflito terminou de forma inconclusiva. O contratorpedeiro britânico HMS Kipling sofreu danos de vários quase acertos, creditados ao Andrea Doria, Giulio Cesare ou ao cruzador pesado Gorizia. Um novo comboio partiu em 3 de janeiro de 1942, com o couraçado novamente proporcionando a escolta até a Líbia. O navio sofreu problemas mecânicos durante a operação e precisou retornou ao porto mais cedo. Ele permaneceu inativo pelo restante do ano até a rendição italiana em 3 de setembro de 1943 devido a uma séria escassez de combustível na Marinha Real. O navio deixou a Itália em 9 de setembro e foi para Malta, onde permaneceu internado sob supervisão Aliada até 8 de junho de 1944, quando retornou para a Sicília. Ele foi depois para Tarento em 14 de março de 1945.

### Pós-guerra
O Andrea Doria foi para Siracusa depois do fim da guerra em maio de 1945, permanecendo no local até 13 de dezembro de 1949. Ele em seguida foi nomeado a capitânia da frota da recém-estabelecida Marinha Militar Italiana, papel que desempenhou até 9 de dezembro do ano seguinte. Foi designado novamente para a posição entre 9 de março de 1951 e maio de 1953, depois do qual foi utilizado como navio de treinamento de artilharia. Ele foi tirado do serviço em 16 de setembro de 1956, depois de uma carreira de quarenta anos. O Andrea Doria foi formalmente removido do registro naval em 1º de novembro e depois enviado para ser desmontado em La Spezia.